# XXIXe siècle
Le XXIXe siècle (ou 29e siècle) de l'ère commune commencera le 1er janvier 2801 et finira le 31 décembre 2900.
Il s'étend entre les jours juliens 2 744 104,5 et 2 780 628,5,.

## Calendrier

### Types d'années
| Décennies | … 0 | … 1 | … 2 | … 3 | … 4 | … 5 | … 6 | … 7 | … 8 | … 9 |
| --------- | --- | --- | --- | --- | --- | --- | --- | --- | --- | --- |
| 280 …     | BA  | G   | F   | E   | DC  | B   | A   | G   | FE  | D   |
| 281 …     | C   | B   | AG  | F   | E   | D   | CB  | A   | G   | F   |
| 282 …     | ED  | C   | B   | A   | GF  | E   | D   | C   | BA  | G   |
| 283 …     | F   | E   | DC  | B   | A   | G   | FE  | D   | C   | B   |
| 284 …     | AG  | F   | E   | D   | CB  | A   | G   | F   | ED  | C   |
| 285 …     | B   | A   | GF  | E   | D   | C   | BA  | G   | F   | E   |
| 286 …     | DC  | B   | A   | G   | FE  | D   | C   | B   | AG  | F   |
| 287 …     | E   | D   | CB  | A   | G   | F   | ED  | C   | B   | A   |
| 288 …     | GF  | E   | D   | C   | BA  | G   | F   | E   | DC  | B   |
| 289 …     | A   | G   | FE  | D   | C   | B   | AG  | F   | E   | D   |

## Évènements astronomiques prévus auXXIXesiècle

### Liste des longues éclipses totales de Soleil
- 21 mai 2813 : Éclipse totale de Soleil[3], (6 min 11 s), du saros 170.
- 1er juin 2831 : Éclipse totale de Soleil[4], (6 min 39 s), du saros 170.
- 12 juin 2849 : Éclipse totale de Soleil[5], (7 min 00 s), du saros 170.
- 23 juin 2867 : Éclipse totale de Soleil[6], (7 min 10 s), du saros 170.
- 3 juillet 2885 : Éclipse totale de Soleil[7], (7 min 11 s), du saros 170[8], « couronnant » cette série.

### Autres phénomènes
- Les débris de la comète Ikeya-Seki devraient revenir dans le Système solaire interne. Elle a été observée la dernière fois depuis la Terre en 1965–1966, et s'est éclatée en trois morceaux à l'approche du Soleil.
- 25 mars 2816 : à 15:47 UTC, Mercure occultera Jupiter.
- 6 mars 2817 : à 9:36 UTC, Vénus occultera Saturne.
- 11 avril 2818 : à 20:41 UTC, Mercure occultera Mars.
- 6 février 2825 : à 10:50 UTC, Mars occultera Uranus.
- 2829/2830 : Triple conjonction Mars-Saturne.
- 15 décembre 2830 : à 09:40 UTC, Vénus occultera Mars.
- 2842/2843 : Triple conjonction Mars-Jupiter.
- 16 décembre 2846 : Transit de Vénus (premier contact à 19 h 30 UTC, deuxième contact à 19 h 47 UTC, maximum à 23 h 11 UTC, troisième contact à 2 h 35 UTC, quatrième contact à 2 h 52 UTC ; 3e et 4e contacts le 17 décembre)[9].
- 14 décembre 2854 : Transit partiel de Vénus (maximum à 12 h 19 UTC)[9].
- 20 juillet 2855 : à 05:15 UTC, Mercure occultera Jupiter.
- 2866 : Triple conjonction Mars-Saturne.
- 16 mars 2880 : Impact potentiel de l'astéroïde (29075) 1950 DA, objet géocroiseur possédant la plus forte probabilité connue (de nos jours) d'impact avec la Terre.

## Divers
- Les scientifiques estiment que cela prendra jusqu'au 29e siècle pour que les niveaux de radiation dans les zones directement contaminées par la catastrophe de Tchernobyl en 1986 redeviennent normaux et sûrs pour une nouvelle habitation humaine permanente (voir Prypiat, Ukraine).
- 2883 (4 janvier) : Terme prévu du contrat d'exploitation du chemin de fer de l'Ontario et du Québec par la compagnie Chemin de fer Canadien Pacifique (CFCP) ; bail de 999 années.
- Les chiffres romains pour l'année 2888 seront MMDCCCLXXXVIII, plus long que l'année 1888 (MDCCCLXXXVIII) qui détient jusqu'alors le record en termes de représentation graphique.

## Liens avec la science-fiction

### Littérature
- La nouvelle de Jules Verne La Journée d'un journaliste américain en 2889 parue en 1889 se passe en 2889.
- Les deux premiers romans de Dan Simmons de la tétralogie de Hypérion, Hypérion, et La Chute d'Hypérion, ont lieu au 29e siècle.
- La série de romans Thousand Cultures (A Million Open Doors, Earth Made of Glass, The Merchants of Souls, The Armies of Memory) de John Barnes se situe au 29e siècle.
- Le roman Officer-Cadet (1998) de Rick Shelley se passe en 2803.

### Films
- Le film d'animation WALL-E , sorti en 2008, se passe au 29e siècle.

### Télévision
- Le Professeur Hubert Farnsworth un personnage fictif de la série télévisée animée Futurama est né le 9 avril 2841.
- Plusieurs épisodes de Star Trek: Voyager et de Star Trek: Enterprise parlent de voyages dans le temps à partir du 29e siècle, avec notamment le capitaine Braxton.
- L'anime cyberpunk Cyber City Oedo 808 (1990) se passe en 2808.
- Le cartoon de Télétoon Rocket Monkeys se passe en 2819.
- Le dessin-animé français RoboAnimals se passe en 2867.
- La série animée des années 1980 SilverHawks se passe au 29e siècle.
- Un épisode de la série Doctor Who devrait se passer au 29e siècle (La Bête des bas-fonds). Cependant, d'après les listes électorales, Amelia Pond a 1306 ans (sachant qu'elle est née en 1989).

### Jeux vidéo
- Le jeu vidéo Star Ocean: Till the End of Time se passe en 2859.
- Dans Marathon 2: Durandal et Marathon Infinity (tous deux de Bungie Studios), Durandal arrive dans le système Lh'owon qui est à 97 années-lumière du Milky Ways Center en 2811.
- Le jeu Starsiege se passe en 2829.

### Comics
- Dans l'univers de DC Comics, Superwoman (Kristin Wells) est née en 2862.

### Musique
- L'album de Nero Welcome Reality se passe en 2808 avec des chansons qui mettent en vedette cette année.